# Marína (Imathie)
Marína (grec moderne : Μαρίνα) est une localité située dans le dème de Náoussa, dans le district régional d'Imathie, dans la periphérie de Macédoine-Centrale, en Grèce.
Selon le recensement de 2011, elle compte 1 042 habitants.